# 三位一體 (招生制度)
“三位一体综合评价招生制度”是中华人民共和国高考综合改革试点方案规定的一种选拔模式。该制度结合学业水平测试、综合素质评价和高考三方面评价要素为一体的多元化招生考试评价体系。该选拔模式从单一唯分数评价向综合评价转变，在高校自主招生之外开辟了新的升学通道。
目前该制度仅在浙江省进行试点，参与试点的高校将拿出一定比例的招生名额，对在浙江省内高考考生的以高考成绩、学校综合测试成绩和学业水平考试成绩三种成绩，并按一定比例计算出综合成绩后（目前大部分高校采用“六三一”制），择优进行录取考生。

## 历史
2011年，浙江工业大学、杭州师范大学 首批实行“三位一体” 招生试点。
2012年，浙江省考试院颁布的《浙江省普通高校三位一体综合评价招生试点管理暂行办法》
2013年，试点院校扩大到22所。
2014年，浙江大学启动三位一体招生。
2016 年，北京大学、清华大学在浙江省进行 “三位一体” 招生试点。
2017年是浙江省新高考改革全面实施的第一年。

## 试点高校名单

### 本科院校（30所）
本科院校主要分为三类：浙江省属院校三位一体、高水平三位一体（又称七校三位一体）和其他省外三位一体。
高水平三位一体单列批次录取，被录取的考生不再参加后续的志愿填报和录取；而浙江省属院校三位一体和其他省外三位一体安排在普通类提前录取，需要参加统一高考志愿填报和录取。

#### 浙江省属院校三位一体（21所）
浙江工业大学、杭州师范大学、浙江工商大学、浙江理工大学、浙江师范大学、中国美术学院、浙江财经学院、宁波大学、杭州电子科技大学、浙江中医药大学、中国计量大学、温州大学、温州医科大学、浙江树人大学、浙江越秀外国语学院、宁波财经学院、温州商学院、上海财经大学浙江学院、同济大学浙江学院、温州大学瓯江学院、绍兴文理学院元培学院、杭州师范大学钱江学院、丽水学院、浙江海洋大学

#### 高水平大学三位一体（7所）
北京大学、清华大学、复旦大学、上海交通大学、浙江大学、中国科学技术大学、中国科学院大学

#### 其他省外三位一体（2所）
南方科技大学、香港中文大学（深圳）

### 高职大专院校（30所）
浙江金融职业学院、浙江艺术职业学院、浙江经贸职业技术学院、浙江育英职业技术学院、杭州职业技术学院、金华职业技术学院、杭州万向职业技术学院、湖州职业技术学院、嘉兴职业技术学院、丽水职业技术学院、宁波职业技术学院、衢州职业技术学院、绍兴文理学院、台州职业技术学院、温州职业技术学院、浙江纺织服装职业技术学院、浙江工贸职业技术学院、浙江工商职业技术学院、浙江横店影视职业学院、浙江机电职业技术学院、浙江建设职业技术学院、浙江交通职业技术学院、浙江经济职业技术学院、浙江旅游职业学院、浙江商业职业技术学院、浙江水利水电专科学校、浙江同济科技职业学院、浙江国际海运职业技术学院、浙江警官职业学院、浙江体育职业技术学院

## 学校综合测试
“学校综合测试”分面试和笔试两部分。
其中面试分半结构化面试以及无领导小组讨论两种方式。面试环节根据社会生活和考生回答进行提问，极为灵活。

## 社会各界看法

### 教育界
金晓明认为三位一体是破除高考制度下 “一考定终身”弊端的重要举措。
沈忠华认为“这种选拔方式应该是今后招考的方向”。